# Klokočí (kraj ołomuniecki)
Klokočí – miejscowość i gmina (obec) w Czechach, w kraju ołomunieckim, w powiecie Przerów. W 2022 roku liczyła 259 mieszkańców.